# Seonjeongneung (métro de Séoul)
Seonjeongneung (hangeul : 선정릉 ; hanja : 宣靖陵) est une station, de correspondance entre la ligne 9 et la ligne Suin–Bundang du métro de Séoul. Elle est située au, 580 Seolleung-ro, quartier Samseong-dong, dans l'arrondissement de Gangnam-gu, à Séoul en Corée du Sud.
Ouverte en 2012, comme station de passage de la ligne Sin Bundang, elle devient une station de correspondance avec la ligne 9 en 2015. Elle est desservie par les rames omnibus et express qui circulent sur la ligne 9 et les rames omnibus de la ligne Suin–Bundang.

## Situation sur le réseau

Plan du réseau (2023)

La station souterraine Seonjeongneung est une station de correspondance entre la ligne 9 et la ligne Suin–Bundang du métro de Séoul :
sur la ligne 9, elle est située entre la station Eonju, en direction du terminus nord/ouest Gaehwa, et la station Samseong Jungang, en direction du terminus sud/est VHS Medical Center ;
sur la ligne Suin–Bundang, elle est située entre la station Gangnam-gu Office, en direction du terminus nord Cheongnyangni, et la station Seolleung en direction du terminus ouest Incheon.

## Histoire
La station de passage Seonjeongneung, de la ligne Sin Bundang est mise en service le 6 octobre 2012, lors de l'ouverture à l'exploitation de la section de Seolleung à Wangsimni,. 
Elle devient une station de correspondance lors du prolongement de La ligne 9 de Sinnonhyeon à Complex Sportif le 28 mars 2015 puis  elle est de nouveau prolongé jusqu'au terminus, actuel, VHS Medical Center le 1er décembre 2018,.
Puis c'est une station de passage et de correspondance de la ligne Suin–Bundang, lors de la création de celle-ci, le 12 septembre 2020, par la fusion de la ligne Bundang et de la ligne Suin, reliées par un nouveau tronçon complété par l'utilisation en commun d'un tronçon de la ligne 4 du métro de Séoul.

## Services aux voyageurs

### Accès et accueil
La station souterraine est située au 580 Seolleung-ro, quartier Samseong-dong. Elle dispose de quatre accès numérotés 1 à 4. Elle est organisée sur trois niveaux souterrains reliés par des escaliers et des ascenseurs. Elle est équipée d'automates notamment pour l'achat titres de transport,.

### Desserte

#### Station ligne 9
Seonjeongneung ligne 9 est desservie par les rames omnibus et express qui circulent sur la ligne.

Instatllations
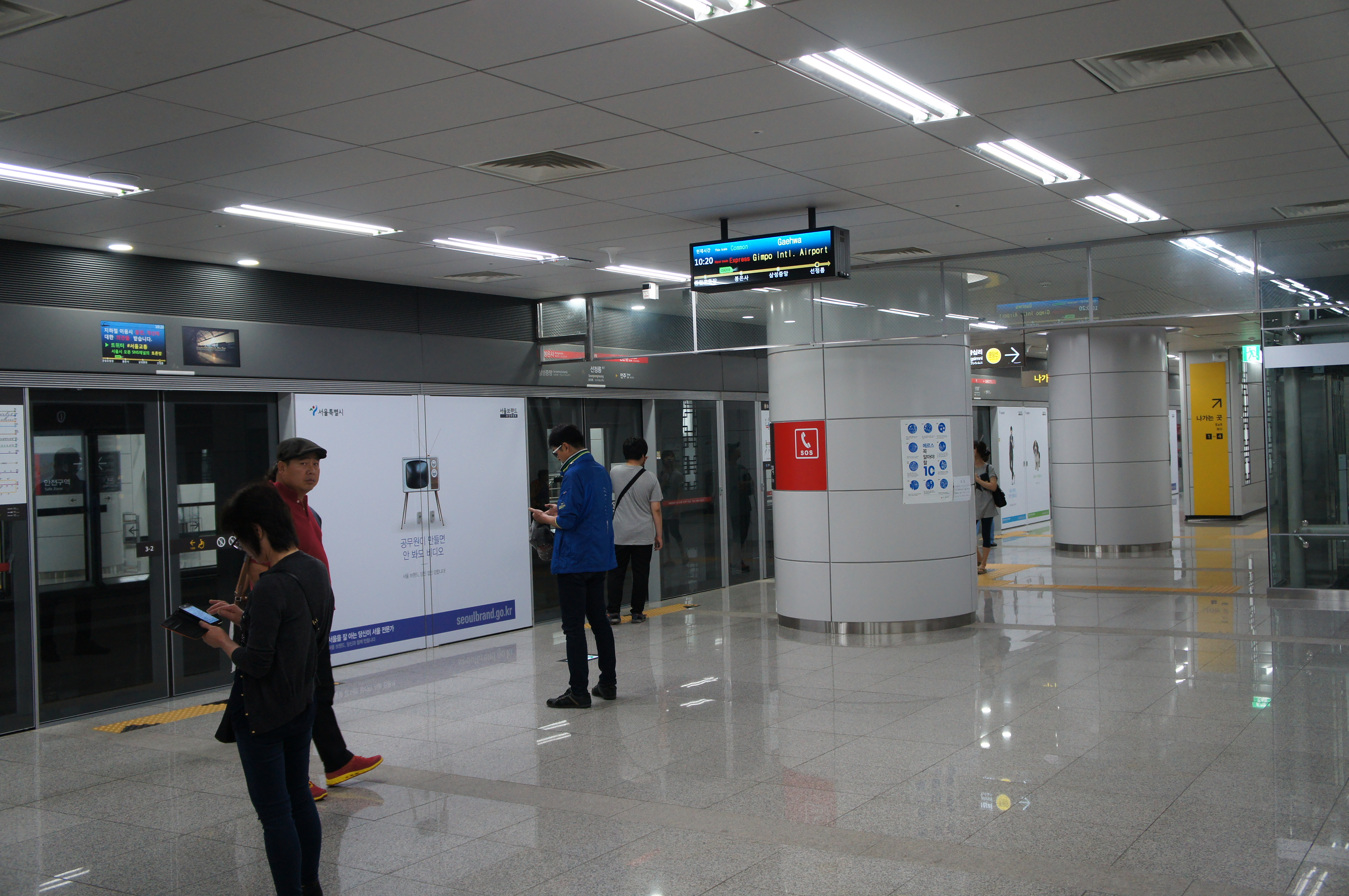
En 2015.
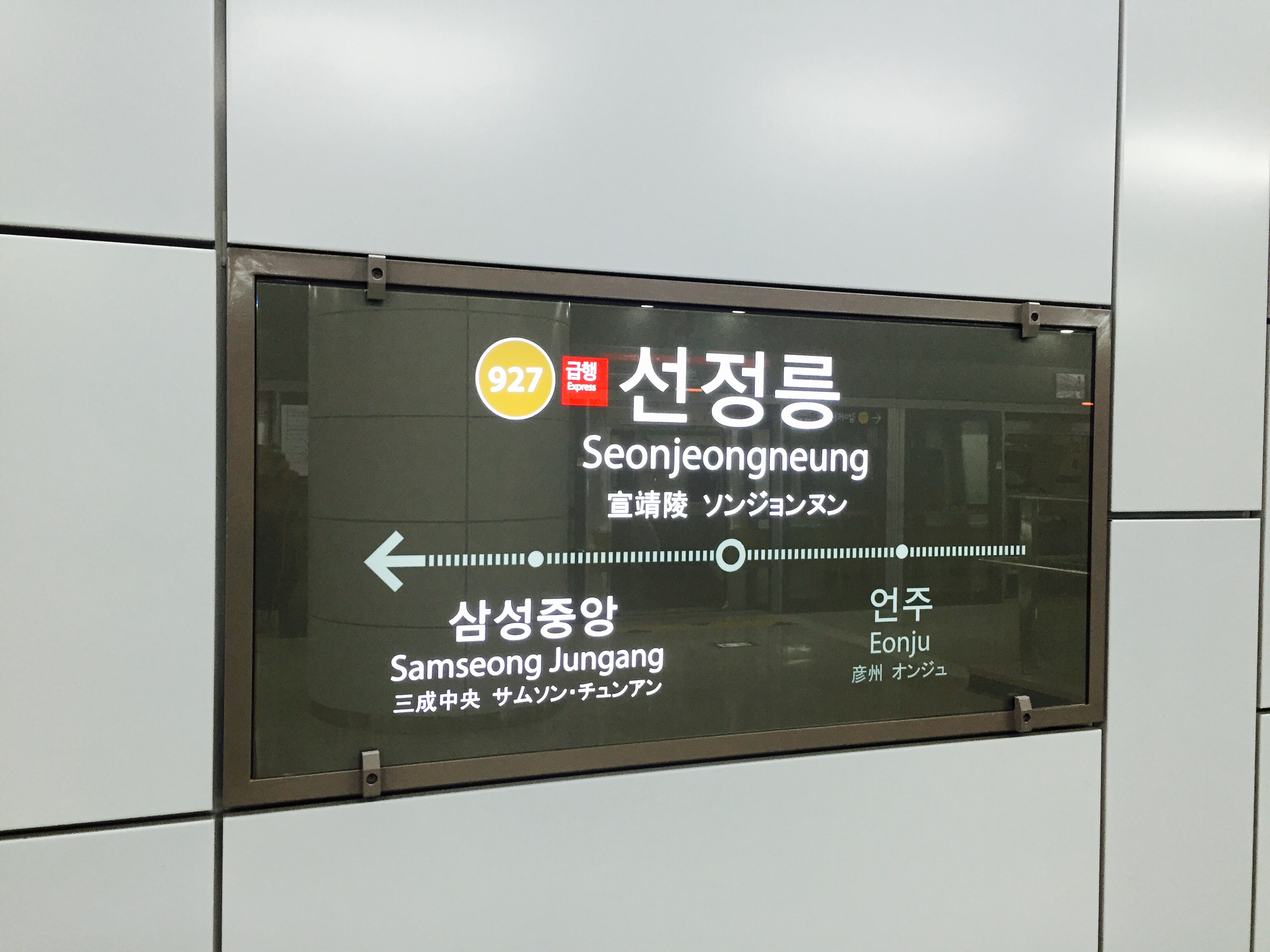
En 2015.
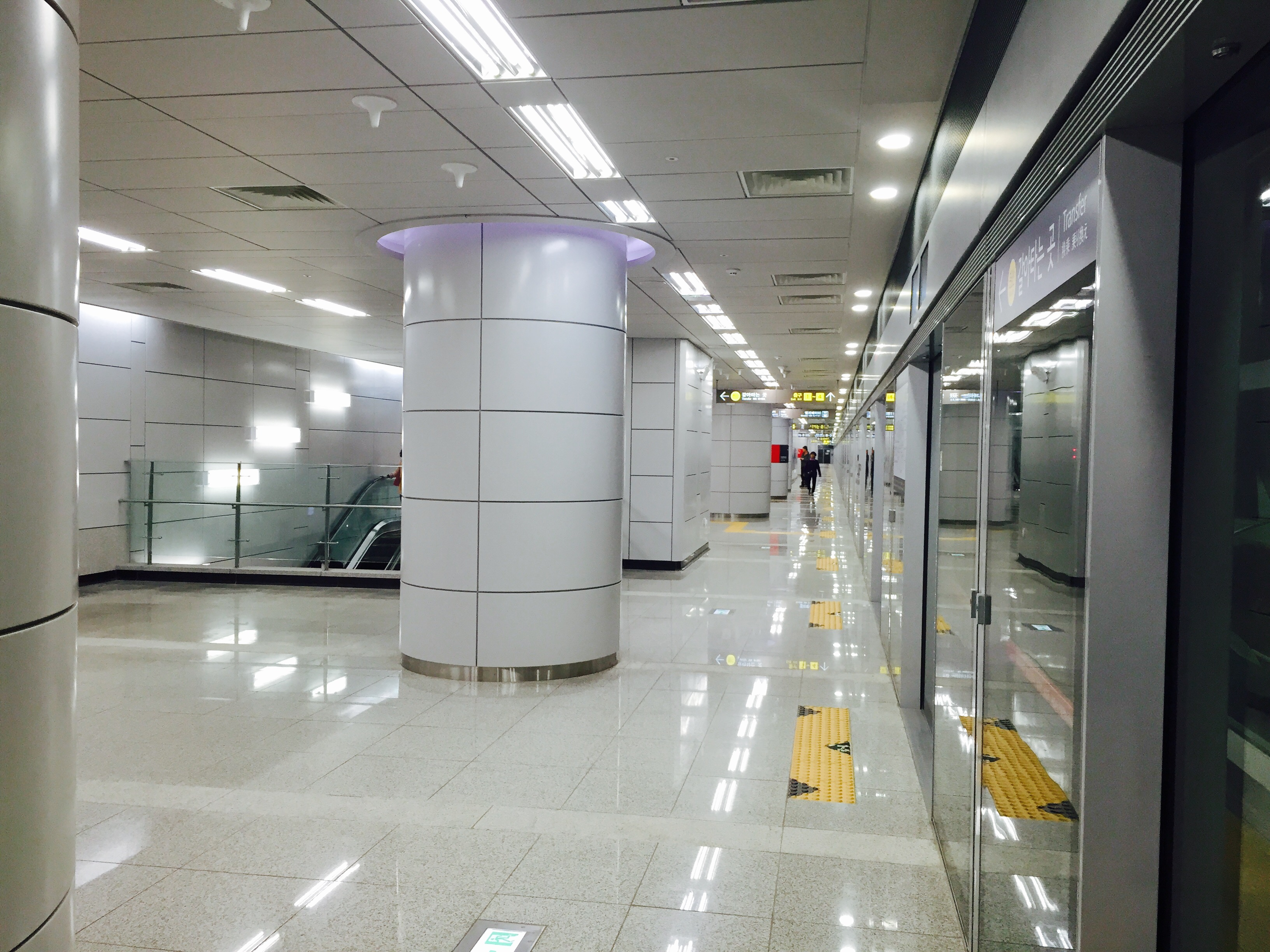
En 2015.

#### Station ligne Suin–Bundang
Seonjeongneung ligne Suin–Bundang est desservie par les rames omnibus qui circulent sur la ligne.

Instatllations
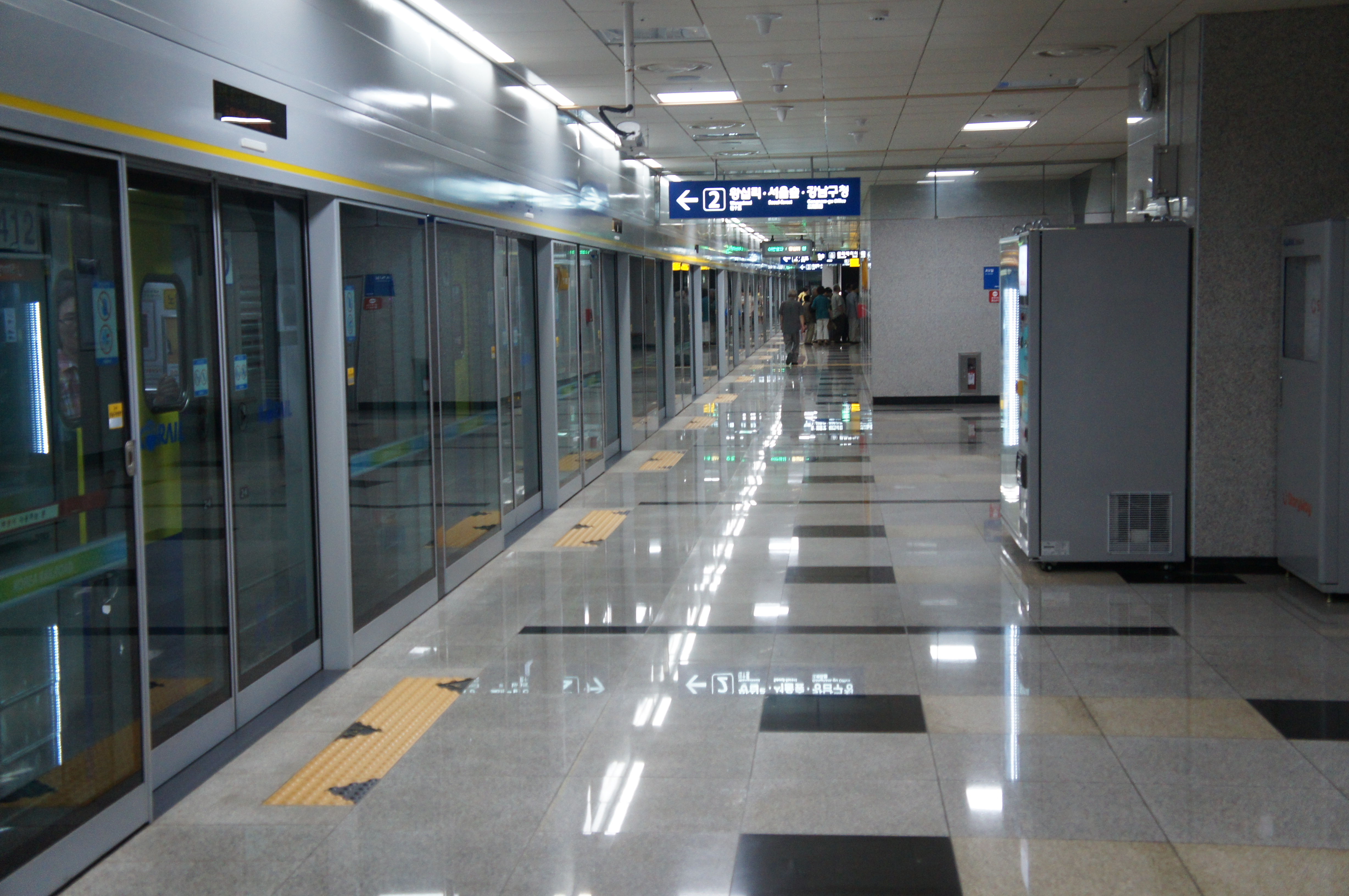
En 2013.
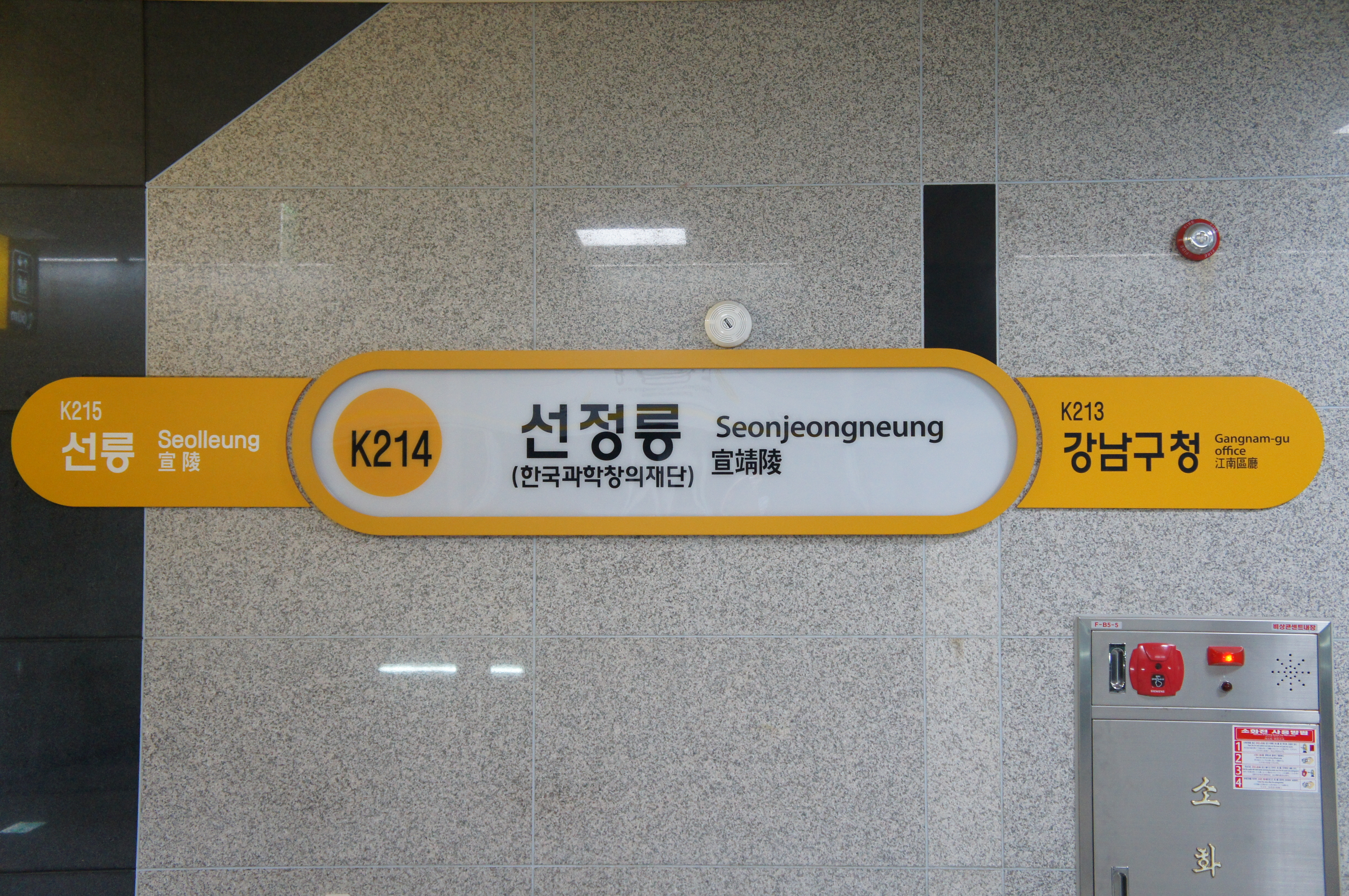
En 2013.
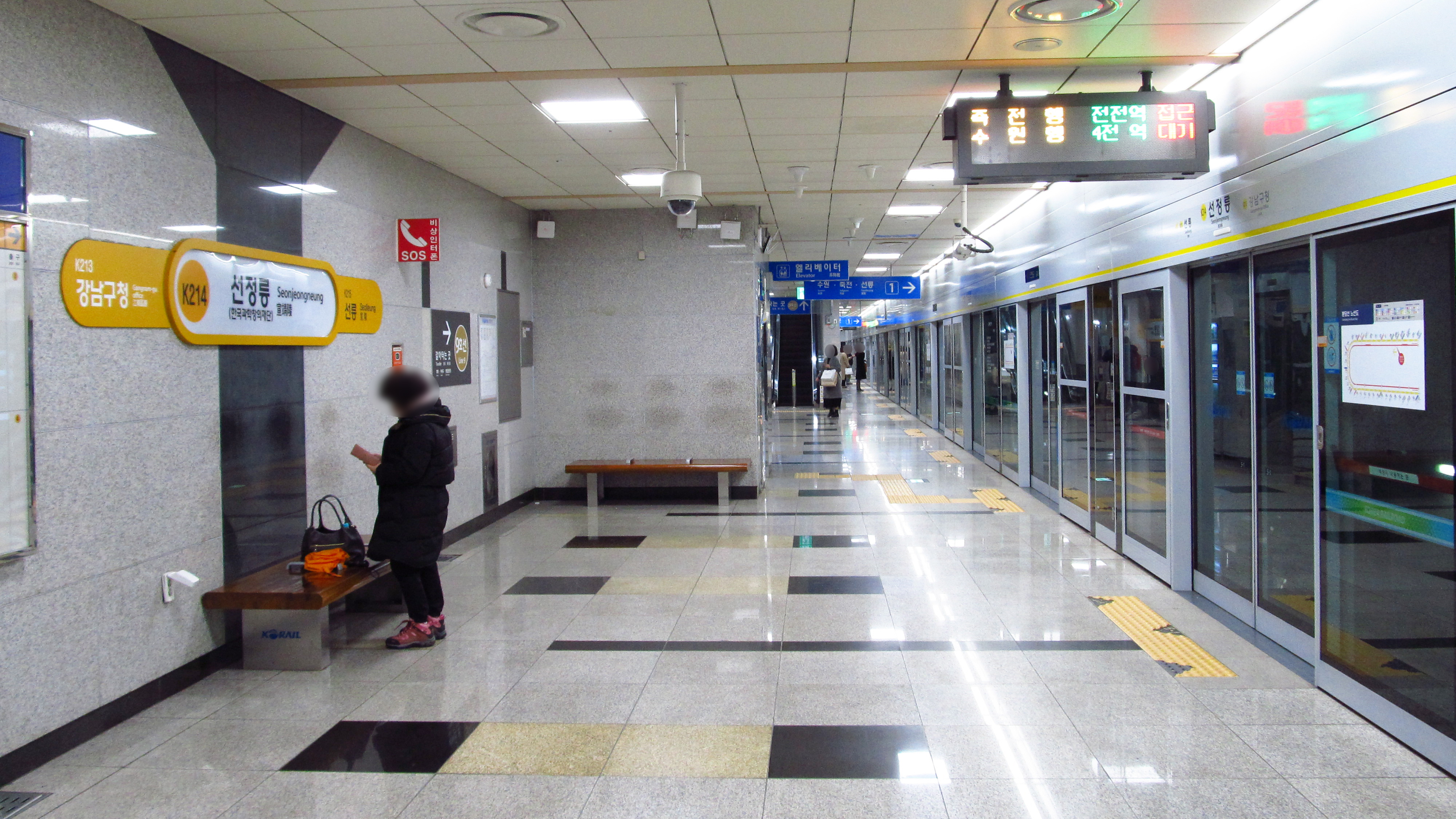
En 2018

### Intermodalité
Des arrêts de bus sont situés à proximité.

## À proximité
Notamment des établissements scolaires et des administrations.